# Boophis sibilans
Espèce
Synonymes
- Boophis albipunctatus sibilans Glaw & Thiesmeier, 1993

Statut de conservation UICN

 LC  : Préoccupation mineure
Boophis sibilans est une espèce d'amphibiens de la famille des Mantellidae.

## Répartition
Cette espèce est endémique de Madagascar. Son aire de répartition concerne, avec certitude, les environs d'Andasibe. Les observations faites dans le nord-est de l'île pourraient lui être attribuées ou se référer à Boophis albipunctatus. Elle est présente à environ 900 m d'altitude.

## Description
Boophis sibilans mesure environ 30 mm pour les mâles, la taille des femelles n'est pas connue. Son dos est vert avec de nombreuses petites taches blanches. Le ventre est blanchâtre, jaune en son centre et bleuté sous la gorge. Les mâles présentent un seul sac vocal.

## Publication originale
- Glaw & Thiesmeier, 1993 : Bioakustische Differenzierung in der Boophis luteus Gruppe (Anura: Rhacophoridae), mit Beschreibung einer neuen Art und einer neuen Unterart. Salamandra, vol. 28, p. 258-269 (texte intégral).